# Amaury Cordeel
Amaury Cordeel (Temse, 2002. július 9. –) belga autóversenyző, jelenleg az Formula–2 bajnokságban szereplő Hitech Pulse-Eight csapatának versenyzője. A 2018-as spanyol Formula–4-bajnokság győztese.

## Pályafutása

### Alacsonyabb szériák
Cordeel Formula–4-es szinten több szériában is megfordult. A 2017-es francia Formula–4-bajnokságban versenyzett először, hat szerzett ponttal 16. helyen végzett első évében.
2018-ban az SMP Formula–4-es bajnokságban vett részt, itt két győzelemmel és négy dobogóval összesítésben a 8. lett. Ugyanebben az évben versenyzett az ADAC F4-es bajnokságban is, az ADAC Berlin- Brandenburg e.V. pilótájaként. Végül csak a 23. helyen végzett, de csak 9 futamon állt rajthoz. Ezután megfordult az Olasz F4-ben a Mucke Motorsport pilótájaként, ahol ismét csak 9 futamon versenyzett és nem szerzett pontot, év végén pedig a 31. helyen végzett. Mielőtt a szezon elkezdődött volna, Cordeel a 17-18 UAE F4-ben szerepelt a Dragon Motopark F4 csapattal. Ebben a szezonban egy győzelmet illetve három dobogót szerzett. Ebben az évben utoljára a Spanyol Formula–4-bajnokságban is megfordult Cordeel, az MP Motorsport pilótájaként. Négy győzelmet szerzett és 208 ponttal bajnok lett.

### Formula Renault Európa-kupa
2019-ben debütált a Formula Renault Európa-kupában, ismét az MP Motorsport versenyzőjeként. 15. helyen végzett 27 megszerzett ponttal, a legjobb eredménye egy 7. hely volt Paul Ricardban.
2020-ban maradt a szériában, de immár az FA Racing pilótája lett. Ismét 15. helyen végzett, de ezúttal a legjobb helyezése egy 6. hely volt Monzában.

### Formula–3 Ázsia-bajnokság
2019-ben Cordeel részt vett a Formula–3 Ázsia-bajnokság téli szériájában a Pinnacle Motorsport pilótájaként. A 10. helyen fejezte be a bajnokságot,legjobb eredménye egy 4. hely volt, amelyet a Chang International Circuit versenypályán szerzett.

### Formula–3
2021-ben bejelentette a Campos Racing, hogy az egyik pilótájuk Cordeel lesz a szezonra. Az utolsó előtti versenyhétvégén a 12. helyre kvalifikálta magát, ami azt jelentette, hogy az első futamon a fordított rajtrács miatt a pole-ból indulhat, azonban ezt nem tudta kihasználni, hiszen az első körben Alekszandr Szmoljárral ütközött.

### Formula–2
Cordeel a 2021-es szezon végi teszteken vett részt a Van Amersfoort Racing csapatával, 2022 januárjában pedig bejelentették, hogy Jake Hughes oldalán fog versenyezni a következő szezonban. A bahreini szezonnyitó második futamán a 9. helyen ért célba, de a 15. pozícióba rangsorolták vissza bokszutcai sebességhatár átlépés miatt. A dzsiddai időmérő edésen egy piros zászlós periódus után nem lassított le kellőképpen, amiért 10 rajthelyes büntetésben részesítették a felügyelők. A sprintfutamon balesetezett, ennek következtében visszalépett a hétvége további részétől, mert autója olyan mértékben károsodott. Imolában a rajtrácsra felvezető körben kicsúszott, így ott sem tudott elindulni. Barcelonában az egyik formációs kör végén nem jól foglalata el a rajtkockáját és egy pontra került az ideiglenes felfüggesztéstől. A bakui sprintverseny után a Nemzetközi Automobil Szövetség (FIA) egy hétvégére automatikusan eltiltotta, hiszen összegyűlt neki a 12 büntetőpont. Ezzel Mahaveer Raghunathan óta ő lett az első résztvevő, aki ezt elérte.

## Eredményei
| Szezon  | Bajnokság                      | Csapat                  | Verseny | Győzelem | Pole | Leggyorsabb kör | Dobogós helyezés | Pont | Helyezés |
| ------- | ------------------------------ | ----------------------- | ------- | -------- | ---- | --------------- | ---------------- | ---- | -------- |
| 2017    | Francia Formula–4-bajnokság    | FFSA Academy            | 21      | 0        | 0    | 0               | 0                | 6    | 16.      |
| 2017–18 | Arab Formula–4-bajnokság       | Dragon Motopark F4      | 17      | 1        | 0    | 1               | 3                | 120  | 8.       |
| 2018    | Olasz Formula–4-bajnokság      | BWT Mücke Motorsport    | 6       | 0        | 0    | 0               | 0                | 0    | 31.      |
| 2018    | Olasz Formula–4-bajnokság      | Alma Racing             | 3       | 0        | 0    | 0               | 0                | 0    | 31.      |
| 2018    | ADAC Formula–4-bajnokság       | ADAC Berlin-Brandenburg | 9       | 0        | 0    | 0               | 0                | 0    | 23.      |
| 2018    | SMP Formula–4-bajnokság        | MP Motorsport           | 12      | 2        | 1    | 2               | 4                | 107  | 8.       |
| 2018    | Spanyol Formula–4-bajnokság    | MP Motorsport           | 17      | 4        | 4    | 6               | 12               | 208  | 1.       |
| 2019    | Formula Renault Európa-kupa    | MP Motorsport           | 20      | 0        | 0    | 0               | 0                | 27   | 15.      |
| 2019    | Formula–3 Téli Ázsia-bajnokság | Pinnacle Motorsport     | 5       | 0        | 0    | 0               | 0                | 22   | 10.      |
| 2019–20 | Formula–3 Ázsia-bajnokság      | MP Motorsport           | 3       | 0        | 0    | 0               | 0                | 0    | HN‡      |
| 2020    | Formula Renault Európa-kupa    | FA Racing               | 19      | 0        | 0    | 0               | 0                | 33   | 15.      |
| 2020    | Toyota Racing Series           | Kiwi Motorsport         | 0       | 0        | 0    | 0               | 0                | 0    | HN       |
| 2021    | Formula–3                      | Campos Racing           | 20      | 0        | 0    | 0               | 0                | 0    | 23.      |
| 2022    | Formula–2                      | Van Amersfoort Racing   | 24      | 0        | 0    | 1               | 0                | 26   | 17.      |
| 2022    | Benelux Porscher Carrera Kupa  | Team GP Elite           | 1       | 0        | 0    | 0               | 0                | 0    | HN       |
| 2023    | Formula–2                      | Invicta Virtuosi Racing | 26      | 0        | 0    | 0               | 0                | 8    | 20.      |
| 2024    | Formula–2                      | Hitech Pulse-Eight      | 6       | 0        | 0    | 0               | 0                | 10*  | 16.*     |

* Szezon jelenleg folyamatban.
‡ Mivel Cordeel vendégpilóta volt, így nem volt jogosult bajnoki pontokra.

### Teljes Formula Renault Európa-kupa eredménysorozata
(Táblázat értelmezése)

(Félkövér: pole-pozícióból indult; dőlt: leggyorsabb kört futott) 

| év   | Csapat        | 1        | 2        | 3        | 4        | 5        | 6        | 7        | 8       | 9        | 10       | 11       | 12       | 13       | 14       | 15       | 16       | 17       | 18       | 19       | 20       | Helyezés | Pont |
| ---- | ------------- | -------- | -------- | -------- | -------- | -------- | -------- | -------- | ------- | -------- | -------- | -------- | -------- | -------- | -------- | -------- | -------- | -------- | -------- | -------- | -------- | -------- | ---- |
| 2019 | MP Motorsport | MNZ 1 17 | MNZ 2 9  | SIL 1 13 | SIL 2 13 | MON 1 Ki | MON 2 13 | LEC 1 Ki | LEC 2 7 | SPA 1 14 | SPA 2 21 | NÜR 1 8  | NÜR 2 11 | HUN 1 5  | HUN 2 Ki | CAT 1 12 | CAT 2 13 | HOC 1 15 | HOC 2 8  | YMC 1 9  | YMC 2 9  | 15.      | 27   |
| 2020 | FA Racing     | MNZ 1 6  | MNZ 2 Ki | IMO 1 11 | IMO 2 10 | NÜR 1 9  | NÜR 2 10 | MAG 1 Ki | MAG 2 9 | ZAN 1 5  | ZAN 2 Ni | CAT 1 13 | CAT 2 13 | SPA 1 6‡ | SPA 2 10 | IMO 1 14 | IMO 2 13 | HOC 1 12 | HOC 2 11 | LEC 1 13 | LEC 2 10 | 15.      | 33   |

‡ Fél pontokat osztottak ki, mivel a mezőny nem teljesítette a versenytáv 75%-át.

### Teljes FIA Formula–3-as eredménysorozata
(Táblázat értelmezése)

(Félkövér: pole-pozícióból indult; dőlt: leggyorsabb kört futott) 

| Év   | Csapat        | 1          | 2          | 3          | 4          | 5          | 6          | 7          | 8          | 9          | 10         | 11         | 12         | 13         | 14         | 15         | 16         | 17         | 18         | 19         | 20        | 21         | Helyezés | Pont |
| ---- | ------------- | ---------- | ---------- | ---------- | ---------- | ---------- | ---------- | ---------- | ---------- | ---------- | ---------- | ---------- | ---------- | ---------- | ---------- | ---------- | ---------- | ---------- | ---------- | ---------- | --------- | ---------- | -------- | ---- |
| 2021 | Campos Racing | ESP SP1 26 | ESP SP2 16 | ESP FEA 25 | FRA SP1 27 | FRA SP2 24 | FRA FEA 25 | AUT SP1 22 | AUT SP2 11 | AUT FEA 18 | HUN SP1 19 | HUN SP2 Ki | HUN FEA 26 | BEL SP1 17 | BEL SP2 Ki | BEL FEA Ki | NED SP1 23 | NED SP2 Ki | NED FEA 12 | RUS SP1 21 | RUS SP2 T | RUS FEA 16 | 23.      | 0    |

### Teljes FIA Formula–2-es eredménysorozata
(Táblázat értelmezése)

(Félkövér: pole-pozícióból indult; dőlt: leggyorsabb kört futott) 

| Év   | Csapat                | 1          | 2          | 3          | 4          | 5          | 6          | 7          | 8          | 9          | 10         | 11         | 12         | 13         | 14         | 15         | 16         | 17         | 18         | 19         | 20         | 21         | 22         | 23         | 24         | 25         | 26         | 27         | 28        | Helyezés | Pont |
| ---- | --------------------- | ---------- | ---------- | ---------- | ---------- | ---------- | ---------- | ---------- | ---------- | ---------- | ---------- | ---------- | ---------- | ---------- | ---------- | ---------- | ---------- | ---------- | ---------- | ---------- | ---------- | ---------- | ---------- | ---------- | ---------- | ---------- | ---------- | ---------- | --------- | -------- | ---- |
| 2022 | Van Amersfoort Racing | BHR SPR 17 | BHR FEA 15 | KSA SPR Ki | KSA FEA Vi | IMO SPR Ni | IMO FEA 17 | ESP SPR 19 | ESP FEA 15 | MON SPR 17 | MON FEA Ki | AZE SPR 13 | AZE FEA Ki | GBR SPR EX | GBR FEA EX | AUT SPR 18 | AUT FEA 18 | FRA SPR Ki | FRA FEA 15 | HUN SPR 13 | HUN FEA 17 | BEL SPR 18 | BEL FEA 17 | NED SPR 12 | NED FEA 6  | ITA SPR 15 | ITA FEA 7  | UAE SPR 5  | UAE FEA 6 | 17.      | 26   |
| 2023 | Virtuosi Racing       | BHR SPR 21 | BHR FEA 15 | KSA SPR 19 | KSA FEA 20 | AUS SPR 12 | AUS FEA 13 | AZE SPR 9  | AZE FEA 19 | MON SPR Ki | MON FEA Hn | ESP SPR 17 | ESP FEA 19 | AUT SPR 15 | AUT FEA 17 | GBR SPR 16 | GBR FEA Ki | HUN SPR 19 | HUN FEA 21 | BEL SPR Ki | BEL FEA 15 | NED SPR 16 | NED FEA 8  | ITA SPR Ki | ITA FEA 8  | UAE SPR 17 | UAE FEA 16 |            |           | 20.      | 8    |
| 2024 | Hitech Grand Prix     | BHR SPR Ki | BHR FEA Ki | KSA SPR Ki | KSA FEA 5  | AUS SPR 16 | AUS FEA 11 | IMO SPR 4  | IMO FEA Ki | MON SPR 14 | MON FEA Ki | ESP SPR 14 | ESP FEA 8  | AUT SPR 18 | AUT FEA 7  | GBR SPR 15 | GBR FEA 15 | HUN SPR 20 | HUN FEA Ki | BEL SPR 11 | BEL FEA 8  | ITA SPR 12 | ITA FEA 18 | AZE SPR 18 | AZE FEA 12 | QAT SPR 16 | QAT FEA 7  | UAE SPR 13 | UAE FEA 8 | 17.      | 39   |

† A versenyt nem fejezte be, de helyezését értékelték, mert a versenytáv több, mint 90%-át teljesítette.